# فیلتر کردن ایمیل
فیلتر کردن ایمیل پردازش ایمیل برای سازمان دادن آن بر پایه معیارهای مشخش است. این اصطلاح می‌تواند برای نفوذ آگاهی انسان مورد استفاده قرار گیرد، اما اغلب به پردازش خودکار پیام‌ها در سرور SMTP ، با استفاده از تکنیک‌های ضد هرزنامه اشاره می‌کند. فیلتر کردن را می توان برای ایمیل های دریافتی و نیز ایمیل های ارسال شده به کار برد.
منوط به محیط تماس، نرم افزار فیلتر ایمیل می تواند یک مورد را در مرحله اولیه اتصال SMTP  نپذیرد یا آن را بدون تغییر برای ارسال به صندوق پستی کاربر بفرستد. همچنین می‌توان پیام را برای ارسال به جای دیگری راهنمایی کرد، آن را برای بررسی بیشتر قرنطینه کرد، آن را تغییر داد یا به هر طریق دیگری 'تگ' کرد.

## انگیزش
استفاده‌های متعارف فیلترهای ایمیل شامل سازمان دادن ایمیل های دریافتی و حذف هرزنامه ها و ویروس های رایانه ای است. سازندگان صندوق پستی ایمیل‌های ارسال شده را فیلتر می‌کنند تا بدون معطلی به ازدیاد هرزنامه‌هایی که ممکن است از حساب‌های در معرض خطر به وجود آید، واکنش نشان دهد. کاربردی که رواج کمتری دارد این است که ایمیل های ارسال شده در برخی شرکت ها را بررسی کنید تا مطمئن شوید که کارکنان از سیاست ها و قوانین مناسب پیروی می کنند. کاربران همچنین امکان دارد از یک فیلتر ایمیل برای اولویت بندی پیام ها و مرتب کردنشان در پوشه ها بر پایه موضوع یا ضوابط دیگر استفاده کنند.

## روش ها
سازندگان صندوق پستی می توانند فیلترهای ایمیل را در نمایندگی های ارسال نامه به عنوان خدماتی برای همه مشتریانشان نصب کنند. ضد ویروس، ضد هرزنامه، فیلتر URL، و ردهای مبتنی بر احراز هویت از جمله فیلترهایی هستند که رواج دارند.
شرکت ها غالبا از فیلترها استفاده می کنند تا از کارکنانشان و همچنین سرمایه های فناوری اطلاعات خود محافظت کنند. یک فیلتر 'catch-all' همه ایمیل‌های آدرس‌دهی شده به دامنه را که در سرور ایمیل وجود ندارند، 'catch-all' می‌کند - این می‌تواند به جلوگیری از گم شدن ایمیل‌ها به دلیل املای اشتباه کمک کند.
کاربران امکان دارد بتوانند برنامه های جداگانه نصب کنند (پیوند های زیر را ببینید)، یا فیلتر کردن را به عنوان بخشی از برنامه ایمیل خود پیکربندی کنند ( پردازشگر ایمیل ). در برنامه‌های ایمیل، کاربران می‌توانند فیلتر های شخصی و 'دستی' ایجاد کنند که به‌طور خودکار نامه‌ها را بر پایه موضوع های انتخابی فیلتر می‌کنند.

## فیلتر کردن ورودی و خروجی
فیلترهای ایمیل می توانند بر روی ترافیک ایمیل های ورودی و ارسالی کار کنند. فیلتر کردن ایمیل های ورودی شامل اسکن کردن پیام های اینترنتی خطاب به کاربرانی است که به وسیله سیستم فیلترینگ یا برای رهگیری قانونی حافظت میشوند. فیلتر کردن ایمیل های خروجی شامل اسکن کردن برعکس پیام های ایمیل از کاربران محلی قبل از ارسال پیام های هرز بالقوه به دیگران در اینترنت است. یکی از طرق فیلتر کردن ایمیل های خروجی که معمولا توسط اراِه دهندگان خدمات اینترنتی مورد استفاده قرار می گیرد، پروکسی شفاف SMTP است که در آن ترافیک ایمیل از طریق یک پروکسی شفاف در شبکه رهگیری و فیلتر می شود. همچنین فیلتر خروجی می تواند در سرور ایمیل انجام شود. خیلی از شرکتها از فناوری جلوگیری از انتشار اطلاعات در سرورهای پست الکترونیکی خود استفاده میکنند تا از انتشار اطلاعات حساس به وسیله ایمیل پیشگیری کنند.

## سفارشی سازی کردن
فیلترهای ایمیل درجات متفاوتی از پیکربندی را دارند. گاهی اوقات آن ها بر پایه تطبیق یک عبارت منظم تصمیم می گیرند. مواقع دیگر، کد ممکن است با کلمات کلیدی موجود در متن پیام و یا آدرس ایمیل ارسال کننده پیام تطابق داشته باشد. جریان کنترل و منطق پیچیده تر با زبان های برنامه نویسی ممکن است. این به طور نمونه با یک زبان برنامه نویسی مبتنی بر داده ، اجرا می شود به طور مثال procmail ،که شرایط و اقدامات لازم برای تطبیق را معلوم میکند، که ممکن است نیاز به تطبیق زیادتری داشته باشد. بعضی از فیلترهای پیشرفته تر، به ویژه فیلترهای ضد هرز نامه، از تکنیک های طبقه بندی اسناد آماری مانند طبقه بندی ساده بیز استفاده می کنند، در حالیکه بعضی دیگر از پردازش زبان طبیعی برای سازمان دادن ایمیل های دریافتی استفاده می کنند. فیلتر کردن تصویر می‌تواند از الگوریتم‌های تحلیل تصویر پیچیده برای تشخیص رنگ پوست و اشکال بدن خاص که معمولاً با تصاویر مستهجن ارتباط دارد، استفاده کند.
Microsoft Outlook شامل فیلترهای ایمیل ساخته شده به وسیله کاربر به نام "قانون ها" می شود.

## موارد مشابه
- فیلتر هرزنامه بیزی
- CRM114
- فیلتر کردن اطلاعات
- تبعیض مارکوی
- حفاظت از هرزنامه های خروجی
- Sieve (زبان فیلتر ایمیل) یک استاندارد RFC برای توصیف فیلترهای ایمیل است
- لیست سفید# لیست سفید ایمیل